# 平木ひとみ
平木 ひとみ（ひらき ひとみ、1972年6月3日 - ）は、大阪府出身の女優。ジャパンアクションエンタープライズ所属。

## 出演作品

### テレビ
- 女子刑務所東三号棟シリーズ（TBS）
  - 女囚〜塀の中の女たち（1998年6月29日） - 藤山早苗 役
  - 女子刑務所東三号棟5（2003年9月25日）
  - 女子刑務所東三号棟8（2010年6月21日） - 佐竹刑務官 役
- 明智小五郎対怪人二十面相（2002年8月27日、TBS）
- スカイハイシリーズ（テレビ朝日）
  - スカイハイ1（2003年1月17日 - 3月21日）
  - スカイハイ2（2004年1月16日 - 3月19日）
- あなたの隣に誰かいる（2003年10月7日 - 12月9日、フジテレビ）
- 警視庁捜査一課強行犯七係（2005年2月12日、テレビ朝日） - 妻 役
- 功名が辻 第9話（2006年1月8日 - 12月10日、NHK） - 長沢まさみ吹き替え
- 山おんな壁おんな（2007年7月5日 - 9月20日、フジテレビ） - 伊東美咲吹き替え
- 篤姫（2008年1月6日 - 12月14日、NHK） - お末 役[1]
- サラリーマンNEO（2009年、NHK） - くノ一 役[1]
- TRICK 新作スペシャル2（2010年5月15日、テレビ朝日） - 美波吹き替え
- 熱海の捜査官（2010年7月30日 - 9月17日、テレビ朝日） - 東雲役の吹き替え
- 仮面ライダーオーズ/OOO 第11話（2010年11月21日、テレビ朝日） - 女性司会者 役
- 悪党〜重犯罪捜査班 第8話（2011年3月25日、ABC・テレビ朝日） - 滝沢沙織吹き替え
- 梅ちゃん先生（2012年4月2日 - 9月29日、NHK） - 娼婦 役[1]
- 純と愛（2013年、NHK） - アクションクルー[1]
- 紅白が生まれた日（2015年3月21日、NHK） - 溺れる人々 役[1]
- 仮面ライダーゴースト 第5話（2015年11月8日、テレビ朝日） - 幹太の母 役
- 神の舌を持つ男（2016年、TBS） - 吹き替え[1]
- 荒神（2018年2月17日、NHK BSプレミアム） - 村人 役[1]

### バラエティ
- SMAP×SMAP（2008年、関西テレビ・フジテレビ） - PTAのお母さん 役[1]
- ためしてガッテン（2012年、NHK） - 主婦 役[1]

### 映画
- バトル・ロワイアル（2000年12月6日）
- 宣戦布告（2002年10月5日）
- 陰陽師II（2003年10月4日）
- 奇妙なサーカス（2005年） - 宮崎ますみ吹き替え
- 僕の彼女はサイボーグ（2008年5月31日） - レストラン客 役
- ザ・マジックアワー（2008年6月7日） - 看護師 役[1]
- パコと魔法の絵本（2008年9月13日） - 土屋アンナ吹き替え
- 新宿インシデント（2009年5月1日） - 娼婦 役[1]
- 特命係長 只野仁 最後の劇場版（2008年） - 秋山莉奈吹き替え
- 20世紀少年第3章（2009年） - 逃げ惑う人々 役
- 侍戦隊シンケンジャー 銀幕版 天下分け目の戦（2009年）
- 仮面ライダーシリーズ
  - 劇場版 仮面ライダー剣 MISSING ACE（2004年）[2]（ノンクレジット）
  - 劇場版 仮面ライダーディケイド オールライダー対大ショッカー（2009年）
  - 仮面ライダー×仮面ライダー W&ディケイド MOVIE大戦2010（2009年）
  - 仮面ライダー×仮面ライダー フォーゼ&オーズ MOVIE大戦MEGA MAX（2011年）
  - 仮面ライダーフォーゼ THE MOVIE みんなで宇宙キターッ!（2012年）
  - 劇場版 仮面ライダー鎧武 サッカー大決戦!黄金の果実争奪杯!（2014年）[1]
  - 劇場版 仮面ライダーゴースト 100の眼魂とゴースト運命の瞬間（2016年） - 三蔵法師 役
- 告白（2010年） - 松たか子吹き替え
- ステキな金縛り（2011年） - 傍聴人 役[1] / 竹内結子吹き替え
- 仮面ライダー×スーパー戦隊 スーパーヒーロー大戦（2012年）
- 関ヶ原（2017年） - 奴婢女 役

### 舞台
- 2LDK（2010年5月1日 - 5日、青山円形劇場） - アクションコーディネーター[1]

### Vシネマ
- 帰ってきた特命戦隊ゴーバスターズVS動物戦隊ゴーバスターズ（2013年）

### PV
- グループ魂「嫁とロック」（2007年） - 嫁 役[1]

### イベント
- JAE NAKED LIVE「がんばろう 日本！」（2011年）